# Gottesgemahlin des Amun
Die Gottesgemahlin des Amun war ein hoher altägyptischer Titel, der im Neuen Reich bis in die 26. Dynastie von weiblichen Angehörigen des Königshauses getragen wurde. Er beinhaltete ein Priesterinnenamt im Amun-Kult. Die Titelträgerinnen waren meist Königinnen oder die jeweils ältesten Töchter des regierenden Königs.

## Entwicklung

### Neues Reich
Die Gottesgemahlin spielte ab der 18. Dynastie als sogenannte „Erbprinzessin“ eine wichtige Rolle in der Königsnachfolge. Kronprinzen, deren Mütter nur Nebenfrauen des Königs waren, mussten ihren Thronanspruch durch Heirat mit einer Gottesgemahlin legitimieren. Auf diese Weise kam es im Königshaus häufig zu Vermählungen zwischen Geschwistern oder Halbgeschwistern. War kein ältester Königssohn vorhanden, konnten auch andere Mitglieder der Königsfamilie durch Heirat mit der Gottesgemahlin zum Thronnachfolger bestimmt werden.
Die Gottesgemahlin besaß einen eigenen Palast sowie umfangreiche Güter und Ländereien, die von einem eigenen Beamtenapparat verwaltet wurden. Mit ihrem Amt war auch die Ausübung bestimmter Rituale im Amun-Kult verbunden, die gemeinsam mit dem König oder dem Gefolge vollzogen wurden, z. B. die symbolische Vernichtung der Feinde Ägyptens.
In der 18. Dynastie wurde der Titel häufig von der Mutter auf die Tochter vererbt. Ab der 19. Dynastie war er nur noch Großen Königlichen Gemahlinnen vorbehalten, eine Weitervererbung auf die Tochter war nicht mehr möglich. Da der Titel eng mit dem thebanischen Amun-Kult verbunden war, verlor er mit der Verlegung der Hauptstadt in den Norden des Landes einigermaßen an Bedeutung.

### Dritte Zwischenzeit und Spätzeit

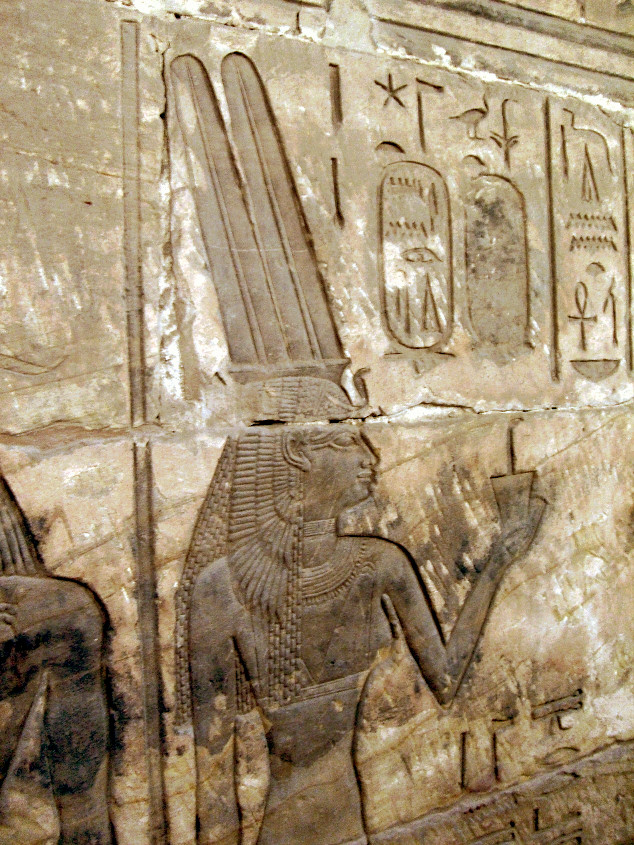
Gottesgemahlin des Amun, Amenirdis I., in Medinet Habu

Mit der Errichtung des thebanischen Gottesstaates während der 21. Dynastie nahm die Bedeutung des Titels wieder zu. Unter Psusennes I. wurde er erneut an Prinzessinnen vergeben, die sich nun ganz dem Priesterinnendienst widmeten und zölibatär im Tempelbezirk des Amun lebten. Die Weitergabe des Titels erfolgte durch Adoption, wobei die nachfolgende Anwärterin zur Unterscheidung den Titel Gottesverehrerin erhielt. Die Gottesgemahlin war somit nicht mehr gezwungen zu heiraten oder eigene Töchter zu bekommen. In der Regel wurde eine Tochter des regierenden Königs oder eines Hohepriesters des Amun adoptiert.
Mit der Zeit entstand eine Art weibliche Gegendynastie, die nach und nach die Macht der thebanischen Hohepriester übernahm. In der 25. und 26. Dynastie waren die Gottesgemahlinnen praktisch die Herrscherinnen von Oberägypten und verwalteten den Tempel des Amun in Theben und seinen Besitz. Ihre hohe Stellung drückt sich auch in der Schreibung ihrer Namen in Königskartuschen aus. Sie feierten zudem das Sedfest und waren berechtigt, zusammen mit dem König von Ober- und Unterägypten neue Tempel einzuweihen.
Die Herrscher, die damals in Unterägypten residierten, hatten über die Gottesgemahlinnen direkten Einfluss auf Oberägypten.

## Mythologie
Mythologisch war der Titel der Gottesgemahlin eng mit der Geburtslegende verknüpft, der zufolge der jeweilige Thronfolger von der Großen Königlichen Gemahlin und dem Sonnengott Amun-Re in Gestalt des Königs gezeugt wird. In dieser Rolle bildete sie die irdische Verkörperung der Göttin Mut. Zugleich stand sie als Sat-netjer („Gottestochter“) und mit dem Titel „Gotteshand“ in enger Verbindung zu Tefnut, die im Mythos vom Sonnenauge als Tochter des Re auftritt.

## Ikonografie
Ikonografisch wird die Gottesgemahlin mit Geierhaube und Uräusschlange an der Stirn dargestellt. Gelegentlich trägt sie ein hohes Federnpaar, das durch eine Sonnenscheibe und dem Kuhgehörn der Göttin Hathor ergänzt wird.